# 可酵解食物
可酵解食物（FODMAP，FODMAP food）是含有可被发酵的低聚糖、双糖、单糖和多聚糖的食物，其源自英語的縮寫，即「發酵性寡糖、雙糖、單糖及多元醇」，根据食物中的含量分为低FODMAP食物（如无麸质面食、糙米、葡萄等）和高FODMAP食物（如小麦、豆类、加工肉类等）。高FODMAP食物常与部分患者腹胀、腹泻、便秘等症状相关。
FODMAP是一些存在於天然食材或食品添加物中的短鏈碳水化合物及糖醇一般都一些不易被腸道吸收、容易造成水分進入腸道、容易被腸內細菌發酵、增加腸內氣體，包括有寡糖类的果糖與果聚糖、低聚半乳糖（GOS、水苏糖、棉子糖）、雙醣（乳糖）、單醣（果糖）及糖醇（多元醇，例如：山梨糖醇、甘露醇、木糖醇及麦芽糖醇），但糖醇類亦有可能在包裝食物及飲料中以人工調味劑或防腐劑等食品添加劑的形式存在。

## 低FODMAP膳食
低FODMAP膳食包括在膳食裡全面禁止所有發酵性碳水化合物，但這只限於短時期。通常對於管理大腸激躁症（IBS）患者時，短FODMAP膳食可減低患者在腹漲或多屁等消化系統方面的病徵。這包括在膳食中避免大量進食黑麥及古斯米這兩類五穀類食物及其製品（如：黑麥麵包、餅乾），椰菜花、香菇、蘆筍、洋蔥等蔬菜，蘋果、梨、西瓜、牛油果等水果及牛、羊奶等奶製品；應該以白米、燕麥、馬鈴薯及其製品（例如：米粉、河粉、燕麥粥等），菜心、白菜、芥蘭、生菜、菠菜、蕃茄、翠玉瓜等蔬菜，橙、香蕉、奇異果、葡萄、藍莓等水果及豆奶、米漿等植物性奶製品替代，為期六至八星期。

## 參看
- 碳水化合物代謝（英语：Carbohydrate metabolism）
- 飲食 (營養學)
- 节食
- 消化作用
- 特殊營養學飲食列表（英语：List of diets）

## 延伸閱讀
- Fedewa A, Rao SS. . Current Gastroenterology Reports (Review). January 2014, 16 (1): 370. PMC 3934501 . PMID 24357350. doi:10.1007/s11894-013-0370-0.
- van der Waaij LA, Stevens J. . Nederlands Tijdschrift voor Geneeskunde (Review). 2014, 158: A7407. PMID 24823855 （荷兰语）.
- Barrett JS. . Nutrition in Clinical Practice (Review). June 2013, 28 (3): 300–6. PMID 23614962. doi:10.1177/0884533613485790.

## 外部連結
- Description of Monash University Low FODMAP diet and lists of available resources（页面存档备份，存于）
- Stanford University: The Low FODMAP Diet